# Вест Тавокони (Тексас)
Вест Тавокони (енгл. West Tawakoni) град је у америчкој савезној држави Тексас. По попису становништва из 2010. у њему је живело 1.576 становника.

## Демографија
Према попису становништва из 2010. у граду је живело 1.576 становника, што је 114 (7,8%) становника више него 2000. године.
| Група             | 2000.         | 2010.         |
| Белци             | 1.348 (92,2%) | 1.404 (89,1%) |
| Афроамериканци    | 1 (0,1%)      | 13 (0,8%)     |
| Азијати           | 7 (0,5%)      | 16 (1,0%)     |
| Хиспаноамериканци | 63 (4,3%)     | 106 (6,7%)    |
| Укупно            | 1.462         | 1.576         |